# Tresses
Tresses  egy francia település Gironde megyében az Aquitania régióban. Lakosainak száma 5188 fő (2022. január 1.).

## Adminisztráció
Polgármesterek:
- 1977–2020 Jean-Pierre Soubie

## Demográfia
| Lakosok száma | 1130 | 2695 | 3368 | 3886 | 4325 | 4503 | 4610 | 4895 | 4981 | 5188 |
|               | 1968 | 1982 | 1990 | 2006 | 2013 | 2015 | 2017 | 2019 | 2020 | 2022 |

## Látnivalók
- Saint-Pierre templom
- Le château de Biré
- Le château de Fontenille ou Fontemille
- Le château de Lisenne
- Le château Palot
- Le château de la Séguinie
- Le château Senailhac

## Testvérvárosok
- Spanyolország Fuenmayor 1987 óta